# Dasypogon kugleri
Dasypogon kugleri är en tvåvingeart som beskrevs av Weinberg 1986. Dasypogon kugleri ingår i släktet Dasypogon och familjen rovflugor. Inga underarter finns listade i Catalogue of Life.